# Johanna Schmidt-Räntsch
Johanna Schmidt-Räntsch (* 5. Oktober 1957 als Jürgen Schmidt-Räntsch) ist eine deutsche Juristin und war von 2002 bis 2021 Richterin am Bundesgerichtshof. Seit 2021 ist sie Kontrollbeauftragte beim Unabhängigen Kontrollrat.

## Leben
Die gebürtige Rheinländerin Johanna Schmidt-Räntsch stammt aus Bonn und absolvierte an der Rheinischen Friedrich-Wilhelms-Universität das Studium der Rechtswissenschaften. Nach ihrer Promotion im Jahr 1983 hatte sie dort kurze Zeit eine Stelle als Wissenschaftlicher Assistent inne. Im August 1984 trat sie in den höheren Justizdienst des Landes Nordrhein-Westfalen ein und arbeitete drei Jahre als Proberichter bei verschiedenen Gerichten des Oberlandesgerichtsbezirks Köln. Im August 1987 wurde sie zum Richter am Landgericht Bonn ernannt. Im Februar 1991 wechselte sie in das Bundesministerium der Justiz, wo sie als Referatsleiter für das Sachen- und Schuldrecht tätig war. Mit ihrem Eintritt in das Ministerium wurde sie zum Regierungsdirektor und im August 1997 zum Ministerialrat ernannt.
1996, nach dem Tod ihres Vaters Günther Schmidt-Räntsch, übernahm Schmidt-Räntsch von ihm die Neuauflage des Kommentars zum deutschen Richtergesetz. Von ihr stammt auch der Entwurf zum Antidiskriminierungsgesetz aus dem Jahr 2001.
Am 29. Juli 2002 wurde Schmidt-Räntsch als Mitglied des V. Zivilsenats des Bundesgerichtshofes zum Bundesrichter ernannt. Im Oktober 2005 hospitierte sie beim spanischen Kassationshof im Rahmen eines Richteraustauschprogramms an den obersten Gerichtshöfen der EU-Staaten. 2014 outete sie sich als transgender und ließ sich operieren. Sie wurde am 23. Juni 2021 zur Kontrollbeauftragten beim Unabhängigen Kontrollrat gewählt und am 1. September 2021 dazu ernannt.
Sie ist Honorarprofessorin an der Humboldt-Universität zu Berlin und Mitherausgeberin der Zeitschrift für Immobilienrecht (ZfIR). Darüber hinaus hat sie sich mit zahlreichen Veröffentlichungen und Seminaren zum Thema einen Namen gemacht. Am 31. Januar 2025 wurde sie zur Richterin am Synodalverwaltungsgericht des Katholischen Bistums der Alt-Katholiken in Deutschland ernannt.

## Privat
Schmidt-Räntsch ist mit der am Bundesumweltministerium tätigen Juristin Annette Schmidt-Räntsch verheiratet, gemeinsam haben sie einen Sohn.
Im Juni 2014 wurde veröffentlicht, dass sich Schmidt-Räntsch geschlechtsangleichender Maßnahmen und der Namens- und Personenstandsänderung unterzogen hat. Für den Bundesgerichtshof sei dies eine Privatangelegenheit, die wie eine Namensänderung bei der Eheschließung behandelt wird. Es sei ein Formalakt, der mit nicht viel Aufwand verbunden sei.

## Veröffentlichungen
- Die Anknüpfung der Gläubigeranfechtung außerhalb des Konkursverfahrens. Dissertation 1984, Universität Bonn.
- Deutsches Richtergesetz. (Kommentar)
- Bundesnaturschutzgesetz. 1996
- Rechtshandbuch Vermögen und Investitionen in der ehemaligen DDR.
- als Hrsg.: Das neue Schuldrecht. 2002
- als Mithrsg.: Zeitschrift für Immobilienrecht.